# Железнодорожная линия Бологое — Полоцк
Бологое-Полоцкая железнодорожная линия — северо-восточный участок Бологое-Седлецкой железной дороги, связывающий Бологое, Осташков, Торопец с Великими Луками и Полоцком. Линия задумывалась, в первую очередь, как стратегическая железная дорога из центра на запад страны. Регулярное движение поездов было открыто в 1907 году. Несмотря на отсутствие большого экономического значения, дорога была сооружена основательно: помимо непосредственно железнодорожной инфраструктуры вдоль линии были также построены жилые дома, погреба, ле́дники, колодцы. Вся дорога выполнена в едином архитектурном стиле, благодаря чему она представляет историко-культурное значение как памятник деревянного зодчества, большей частью сохранившийся до наших дней.
В годы Великой Отечественной войны линия подвергалась мощным бомбардировкам, испытала на себе все тяготы, связанные с проведением Ржевской битвы и Великолукской операции. Однако, несмотря на крупные боевые действия, которые проводились в районе железной дороги, значительная часть дорожных сооружений уцелела.
В 70-х и начале 80-х годов по линии активно курсировали грузовые поезда, которые направлялись в Белоруссию, Прибалтику и обратно. С началом перестройки и последующим распадом СССР транзитное и внутреннее грузовое движение прекратилось. С 2010-х линия является малодеятельной. В день по дороге проходит один-два пригородных поезда малой составности.

## История
До 1901 года нужды в железной дороге, проходящей через малозаселённые районы Тверской, Псковской и Витебской губерний, не было. В конце XIX — начале XX века в Европе складывалась напряжённая обстановка: мировые державы объединялись в военно-политические блоки друг против друга. Россия и Франция в противовес Тройственному союзу объединились в Франко-русский союз и подписали в 1892 году военную конвенцию, согласно которой Россия в случае войны должна была удерживать многочисленные германские войска в Восточной Пруссии. Об этом обязательстве французы напомнили в 1901 году на встрече генеральных штабов двух стран. Для выполнения этой задачи было необходимо построить железную дорогу для переброски армейских частей из центра на запад страны. Французская сторона заявила о готовности оказать финансовую помощь в строительстве этой и ряда других стратегических железных дорог России.
Необходимая помощь была оказана, и в 1902 году строительство дороги началось. Работы велись под руководством инженера Николая Герсеванова. Предполагалось завершить строительство в 1905 году, но с началом русско-японской войны было резко сокращено финансирование, и Бологое-Седлецкую (Волковысскую) линию удалось открыть лишь 1 января 1907 года. Дорога состояла из двух независимых участков: юго-западного (Полоцк — Седлец (Седльце)) и северо-восточного (Бологое — Полоцк). Первый участок был двухпутным, а второй был построен в один путь, но на всём протяжении имел приспособленные под два пути земляное полотно и опоры мостов на случай резкого увеличения транспортного потока. На Бологое-Полоцкой дороге насчитывалось 116 жилых домов и 290 сторожевых линейных путевых зданий, 78 полуказарм и 42 казармы для путейцев, 367 колодцев, 79 стрелочных будок. На станциях Бологое-Полоцкое, Торопец и Полоцк для разворота и отстоя паровозов были построены оборотные депо. По требованию военных на дороге были построены тёплые бараки для новобранцев, коновязи и питьевые желоба для коней, кубовые, погрузочные площадки, продовольственные пункты и бани. Строительство обошлось в рекордные 53 миллиона рублей.

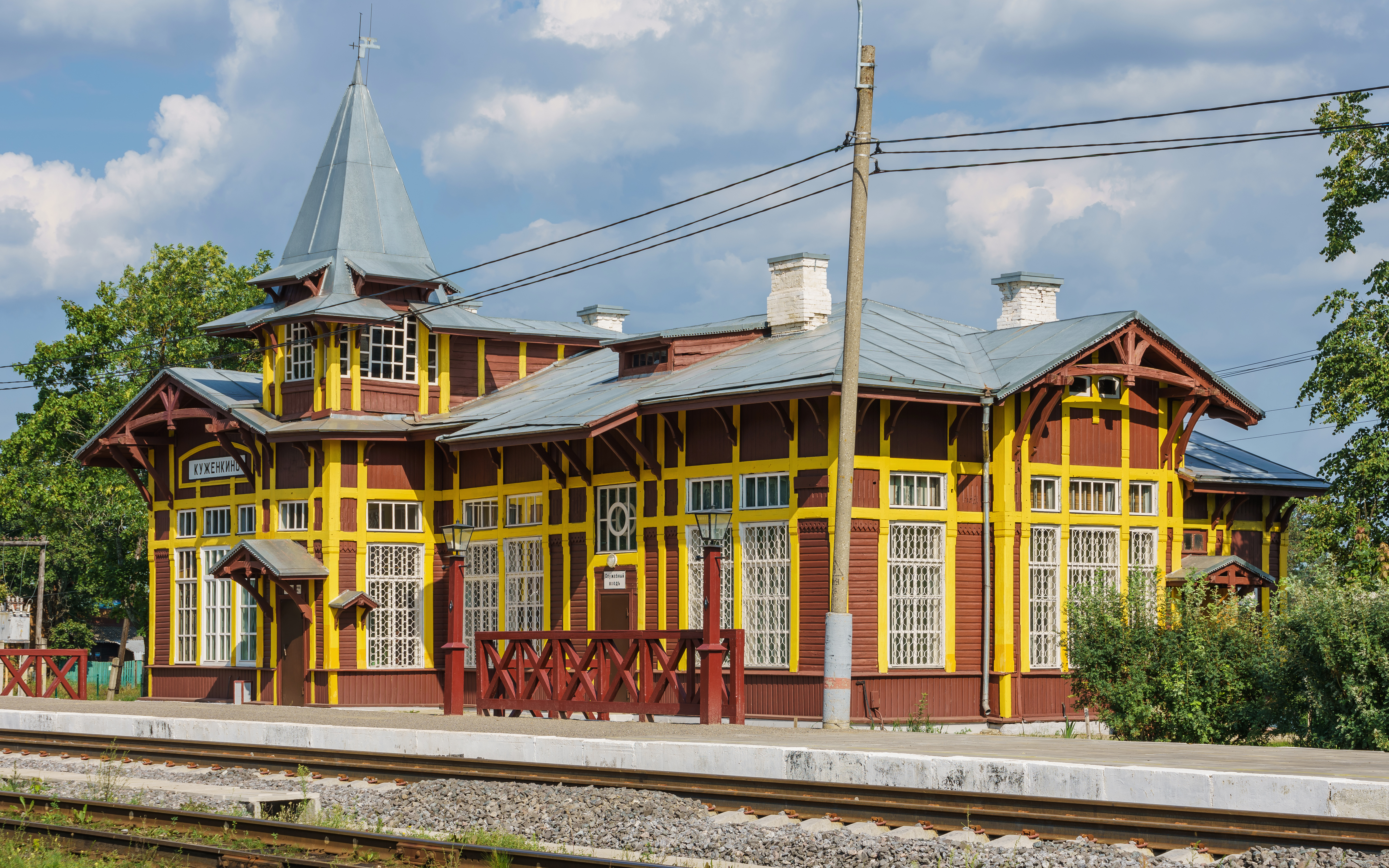
Вокзал станции IV класса Куженкино является одним из ярких примеров железнодорожного зодчества

Вокзалы станций III класса (основные) — Бологое-Полоцкое, Осташков, Торопец, Великие Луки, Невель, Полоцк — были построены из кирпича, а станции IV класса (линейные) — из дерева. Все дорожные постройки выполнены в едином архитектурном стиле. Многие станционные здания украшены, мансардой и шпилем, отделаны деревянным декором.
Благодаря строительству железной дороги, значительно поднялся уровень жизни местного населения. На станциях III класса были построены больницы: в Бологом — на 65 коек, в Полоцке — на 20, в Торопце — на 13. Кроме больниц в Осташкове, Торопце, Великих Луках и Полоцке открывались одноклассные школы. В вокзалах III класса всегда имелся буфет с деревянным, обсыпанным землей ледником для хранения провизии. Мужская и дамская уборные с ватерклозетами имелись на всех станциях. В вокзалах III класса строили «отхожия места каменныя, отопляемыя», а на станциях IV класса — «холодныя, деревянныя, с каменными выгребами». У всех станций разбивались небольшие скверы.
Железная дорога была оборудована по последнему слову техники. На линии действовала электрожезловая система Вебб-Томпсона с семафорами, работали телефоны межстанционной и линейной связи фабрики «LM Ericsson & Со» и система управления движением Макс-Юделя.
В мирное время по линии в обе стороны проходили до четырёх пассажирских и 14 грузовых поездов в день. В 1928 году была построена ветка Соблаго — Кувшиново.
В годы Великой Отечественной войны железная дорога оказалась в зоне ведения масштабных военных действий. Несмотря на массированные бомбардировки, интенсивность движения поездов на Бологое-Полоцкой линии увеличилась почти в три раза за счёт военных эшелонов. В период войны были построены ветки Торопец — Старая Торопа, Великополье — Таборы (4,2 км), обход станции Соблаго (3 км) и узкоколейные Осташков — Свапуще — Моисеево — Бор (120 км) и Торопец — Рагозино (50 км). Все они, кроме небольшого участка первой, ныне разобраны. То, что линия не была уничтожена, несмотря на ожесточённые бои, которые шли на всём протяжении дороги, объясняется тем, что войска вермахта в преддверии зимы старались сберечь любые подходящие для жилья здания, в том числе и вокзалы.
В октябре 1941 года на станцию Железница и разъезд Молокоедово был совершён налёт 2-й гвардейской бомбардировочной авиационной дивизии под командованием Евгения Логинова. На территории нынешних Великолукского и Невельского районов, входивших тогда в состав Калининской области, велась активная диверсионно-подрывная деятельность партизан. Партизанские отряды под руководством Тимофея Гордина, Дмитрия Андреева, Дмитрия Халтурина, Токарева, Мяги действовали вблизи станций и разъездов Молокоедово, Клястица, Опухлики, Чернозём, Невель I. Ими минировались железнодорожные пути и взрывались мосты, что приводило к крушениям поездов и длительному (до суток) простою линии. Начиная от линии фронта (она проходила на отметке 124-й километр, где сейчас установлен памятный знак «Здесь был остановлен враг») до Великих Лук железнодорожная инфраструктура пострадала значительно сильнее, чем на бологовском участке. Вокзалы в Осташкове, Торопце и Великих Луках были полностью разрушены, поэтому их первоначальный облик сохранился лишь частично.
После войны на Бологое-Полоцкой дороге долгое время эксплуатировались паровозы. До 1960-х годов это были трофейные немецкие локомотивы серии ТЭ («Фрау»), затем их заменили советские паровозы серии Л. В 70-х — 80-х годах движение поездов на Бологое-Полоцкой линии стало очень интенсивным. На Вентспилс и обратно шло большое количество наливных составов с продуктами нефтепереработки. Пропускная способность станции Баталино в этот период достигала 60 вагонов в день. До начала 1980-х на линии эксплуатировались исключительно паровозы. В отличие от грузового, интенсивного пассажирского движения на Бологое-Полоцкой железной дороге никогда не было. Здесь всегда ходили две, летом — три пары пассажирских поездов в сутки. В 1986 году на линии прошли паровозные учения, в которых принимали участие паровозы, отставленные в запас Министерствами обороны и Путей сообщения. Две недели поезда по БПЖД ходили только под паровозами.
После распада Советского Союза транзитное движение по линии прекратилось, многие сотрудники были сокращены, и линия пришла в упадок.

## Наследие

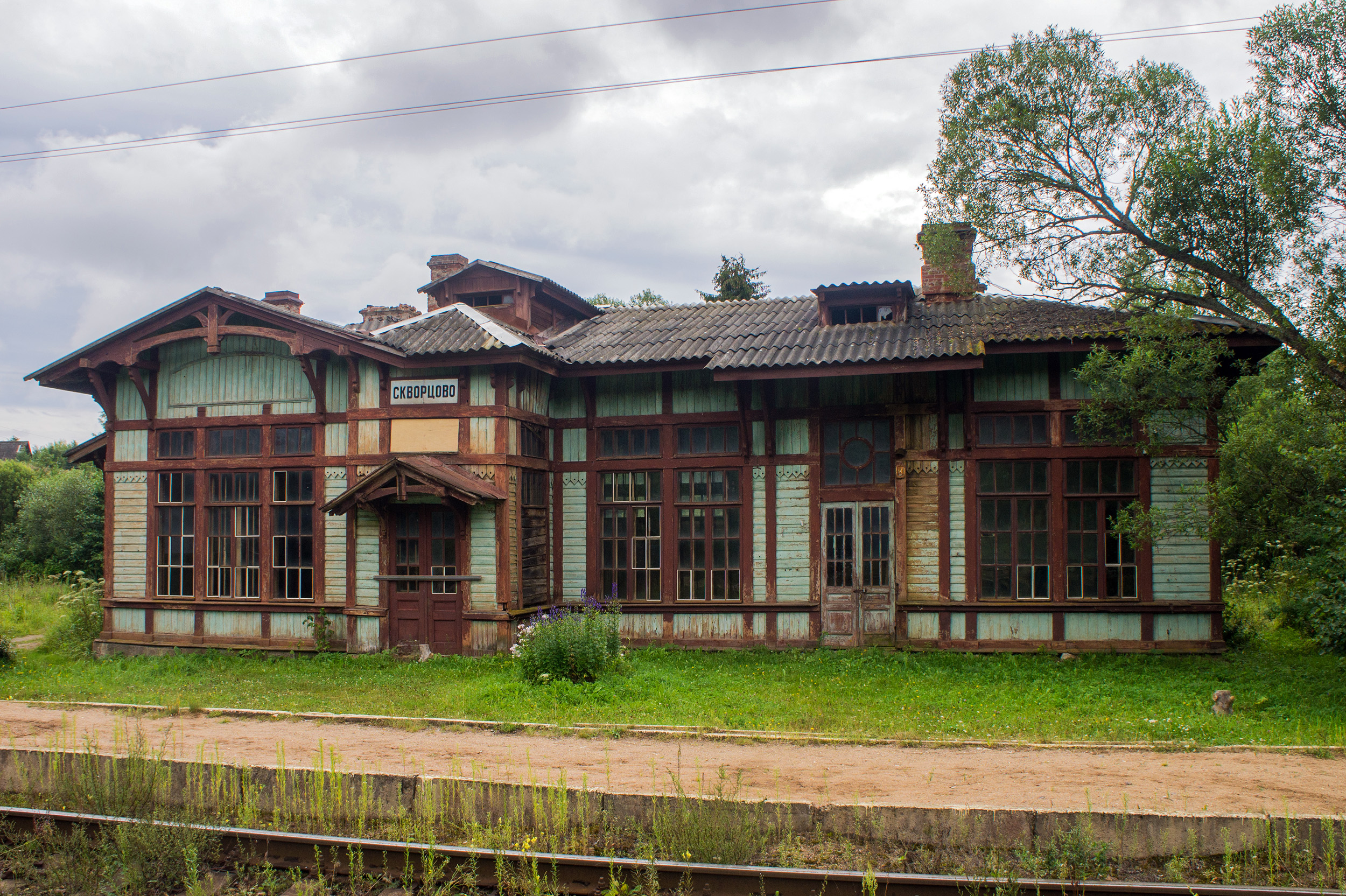
Вокзал о.п. Скворцово

На Бологое-Полоцкой железной дороге почти в первозданном виде сохранились многие сооружения. Эта железнодорожная линия является уникальным памятником истории, культуры, архитектуры и быта железнодорожного транспорта XX века. Памятниками деревянного зодчества являются сохранившиеся станции IV класса (Куженкино, Баталино, Фирово и другие). Их фасады с большими окнами украшены деревянным декором, здания имеют мансарды, увенчанные невысоким шпилем с флюгером. Историко-культурный интерес представляют и многие другие придорожные постройки (водонапорные башни, сараи, путевые будки, кубовые). Помимо этого, на Бологое-Полоцкой дороге в большом количестве сохранилось старое железнодорожное оборудование. На линии до сих пор эксплуатируются жезловая система. В рабочем состоянии находятся паровозные колонки. В целом, степень вмешательства остаётся небольшой, благодаря чему дорога сохранила свою заповедную уникальность.
Многие старинные постройки на Бологое-Полоцкой железной дороге не имеют статуса охраняемых памятников архитектуры. Это даёт собственнику сооружений — ОАО «РЖД», право распоряжаться ими по своему усмотрению. В 2016 году на линии были снесены будки стрелочных постов, старинный керосиновый погреб с уникальной кирпично-каменной кладкой на закрытой станции Чёрный Дор, будка стрелочника на бывшем разъезде 99/100 км, сторожевой дом на 282 км и полуказарма за станцией Назимово. 27 сентября 2016 года по указанию руководства Октябрьской железной дороги был произведён демонтаж деревянного аварийного здания бывшей станции Горовастица 1907 года постройки. Это вызвало бурную критику со стороны общественников, а общество любителей железных дорог составило петицию с требованием ввести мораторий на снос исторических зданий (до 1917 года постройки) и оказать содействие сообществу экспертов в выявлении потенциальных объектов культурного наследия среди объектов, принадлежащих ОАО «РЖД». Ансамбли станций Бологое-Полоцкое, Куженкино, Баталино, Скворцово (закрыта) внесены в список объектов культурного наследия. В начале ноября 2018 году в Торопце было снесено бывшее крупнейшим на Бологое-Полоцкой железной дороге депо на 7 паровозных стойл. Здание не числилось как памятник архитектуры.

## Текущее состояние
Бологое-Полоцкая железная дорога на всём протяжении пути является однопутной неэлектрифицированной линией. Перегоны оборудованы полуавтоматической блокировкой. Из-за состояния путей скорость во многих местах ограничена до 50 км/ч. Линия переведена на дневной режим работы. В мае 2015 года АО «Федеральная пассажирская компания» было принято решение отменить поезд № 683/684 Осташков — Москва (ч/з Лихославль). С февраля 2016 года курсирование поезда № 190А Осташков — Санкт-Петербург (ч/з Бологое) и обратного ему № 189А было переведено на особый график. Таким образом, движение поездов дальнего следования по Бологое-Полоцкой железной дороге практически полностью прекратилось. Согласно расписанию движения поездов (по состоянию на октябрь 2018), по линии регулярно курсируют только пригородные поезда Осташков — Бологое, Осташков — Торжок, Осташков — Великие Луки, Великие Луки — Невель. С белорусской стороны по некоторым дням в весенне-осенний период ходит поезд Алёща — Полоцк. Движение пассажирских поездов через российско-белорусскую границу полностью прекратилось в 2014 году, возобновлено с минимальной интенсивностью с июня 2024 года (поезда Великие Луки – Алёща и Новосокольники – Алёща). Сквозное грузовое движение практически отсутствует.
С 29 сентября 2018 года по субботам назначен пригородный поезд 6697/6698 Бологое — Осташков на паровой тяге с получасовой стоянкой на станции Куженкино, где после проведения реставрационных работ был воссоздан исторический облик вокзала и привокзальной территории. На участке от Осташкова до Великих Лук состав продолжает следовать на тепловозной тяге.

Паровоз Су-250-74 заправляется водой на станции Куженкино
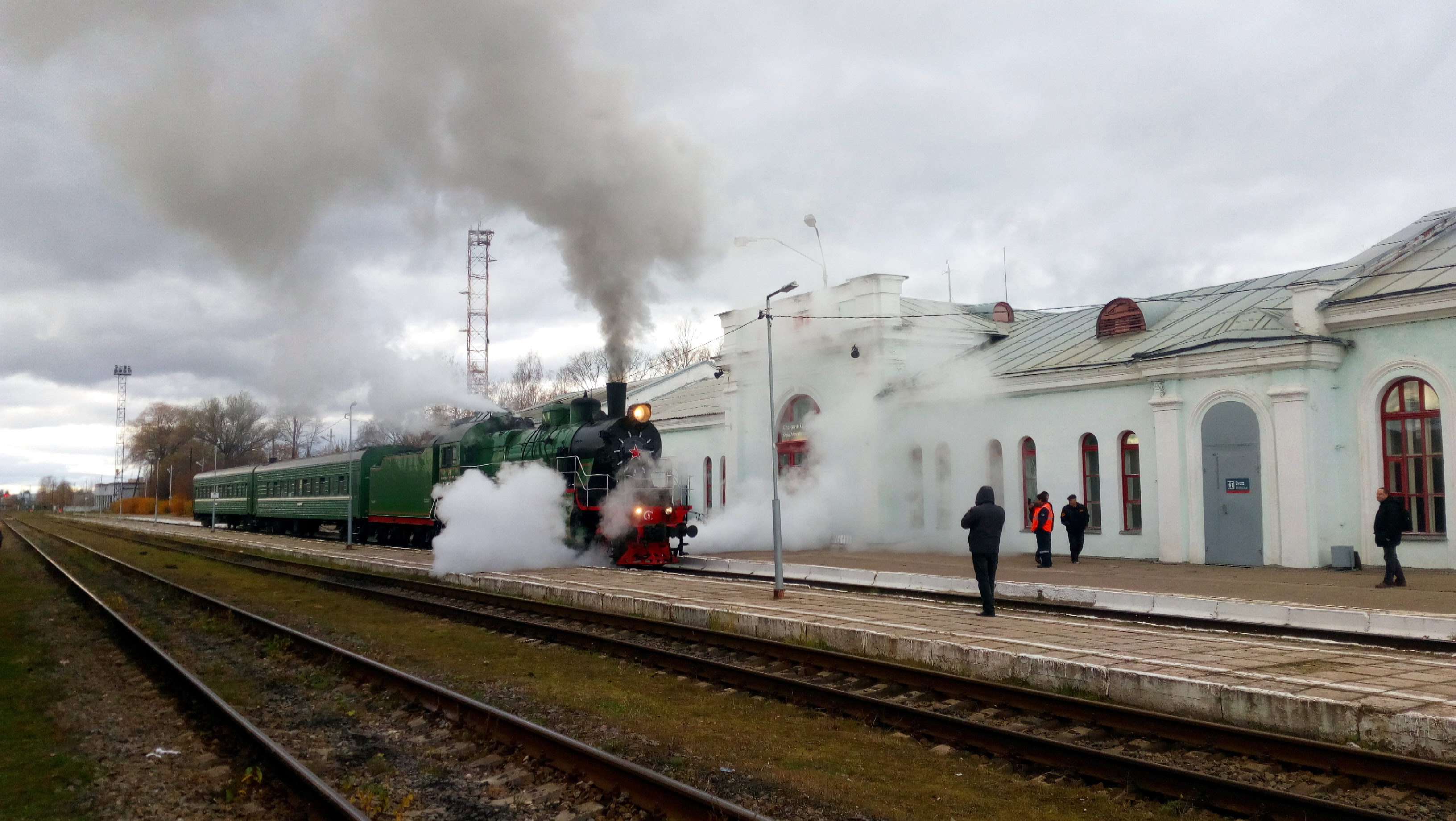
Паровоз Су-250-74 с пригородным поездом №6698 отправляется со станции Осташков
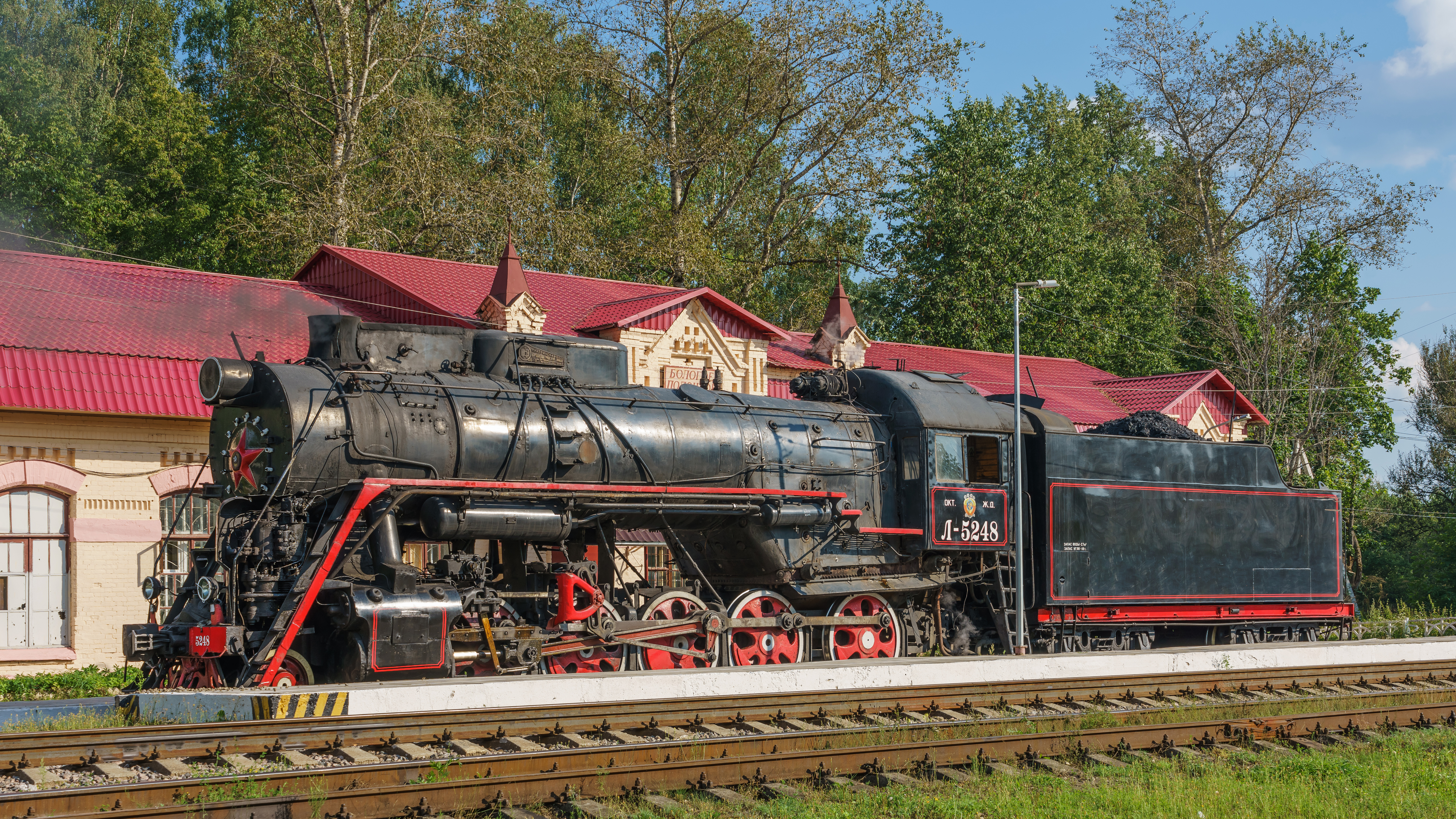
Действующий паровоз Л-5248 на станции Бологое-Полоцкое

## Перспективы развития
Поскольку дорога перестала играть важное транспортное значение и является убыточной, с начала 90-х годов то и дело возникают слухи о её закрытии, однако официально они подтверждены не были. Бологое-Полоцкая железная дорога является самым надёжным, а подчас единственным средством сообщения между сёлами и деревнями нескольких районов Тверской и Псковской областей; является источником рабочих мест, поэтому закрытие линии неизбежно повлечёт за собой упадок экономической и социальной сфер региона. Кроме того, дорога сохраняет своё стратегическое значение.
Неоднократно представители Общества любителей железных дорог выступали с предложением сделать Бологое-Полоцкую линию заповедной, совместить железную дорогу с музеем с целью сохранения её исторической самобытности. В 2017 году Всероссийскому обществу любителей железных дорог во главе с председателем Алексеем Вульфовым удалось добиться проведения реставрационных работ на станции Куженкино — наиболее сохранившемся объекте на линии. Создан музей под открытым небом, в который вошли здание вокзала, водонапорная башня, керосиновый погреб, будки стрелочных постов, пассажирская платформа, гидроколонка и семафор.

## Подвижной состав

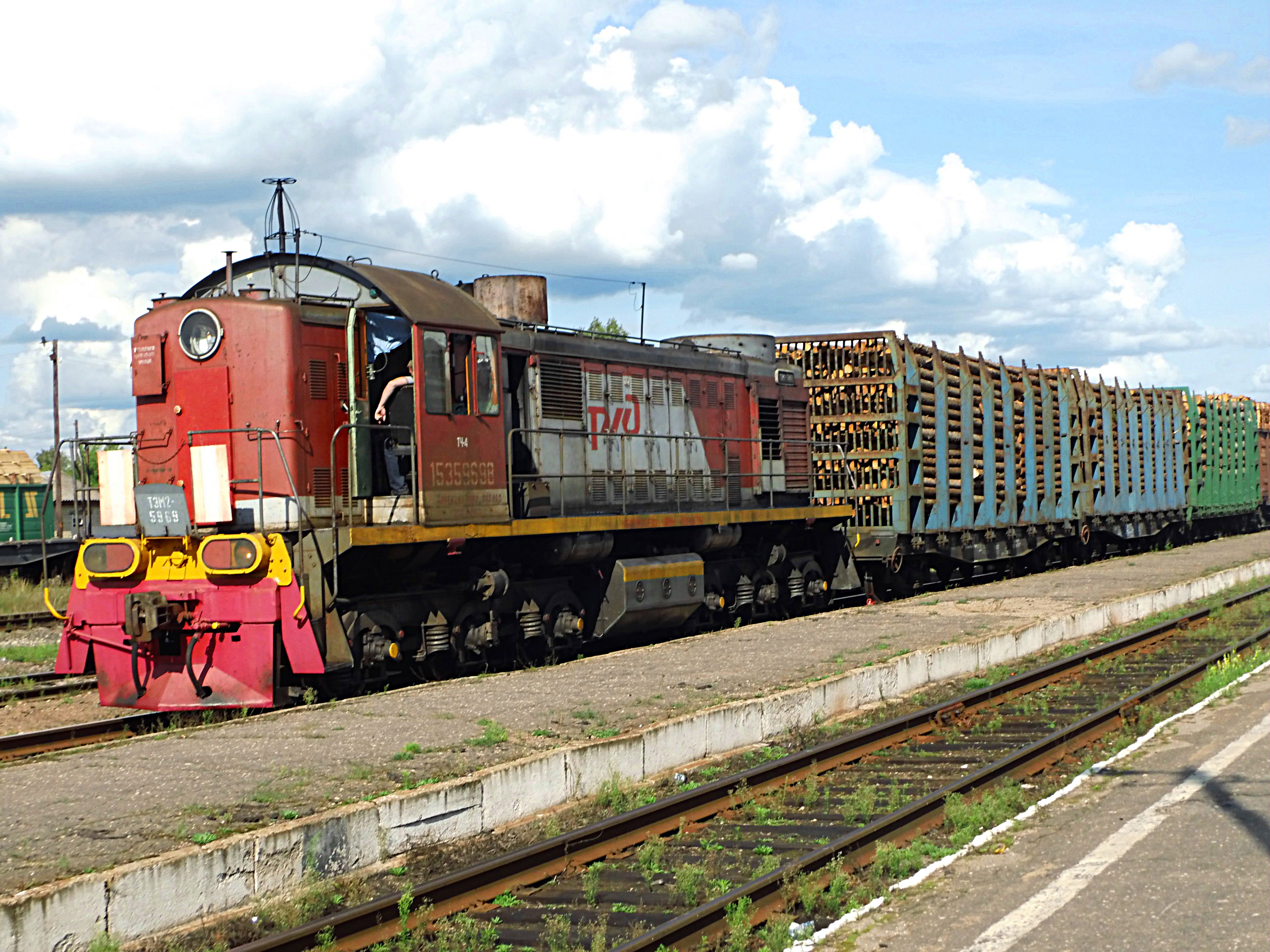
Тепловоз ТЭМ2-5969 заходит под сборный поезд на станции Торопец

После открытия на Бологое-Полоцкой железной дороге стали работать устаревшие маломощные локомотивы, которые были переданы с других дорог. До 1915 года на линии эксплуатировались паровозы серии Ч, построенные ещё в 70-х годах XIX века. Помимо него на дороге использовались грузовые паровозы серий Ол, Од и Ов постройки около 1900 года, смененные впоследствии паровозами 0-5-0 серии Э. В качестве пассажирских локомотивов до 1920-х годов использовались паровозы серии Д 1874 года постройки, затем их заменили легендарные Су. С начала 1950-х до конца 1960-х годов на Бологое-Полоцкой линии работали трофейные немецкие паровозы ТЭ (серия 52). В 1969 году на линию поступили более мощные паровозы серии Л — самые распространенные послевоенные локомотивы советского производства. Бологое-Полоцкая железная дорога оказалась последней магистральной линией Советского Союза, на которой эксплуатировались паровозы. Они были заменены тепловозами лишь в 1976 году, а маневровые — в середине 80-х. В настоящее время, на линии работают магистральные тепловозы ТЭП70, М62, 2М62 2ТЭ116 и рельсовые автобусы РА2

## Виды дороги

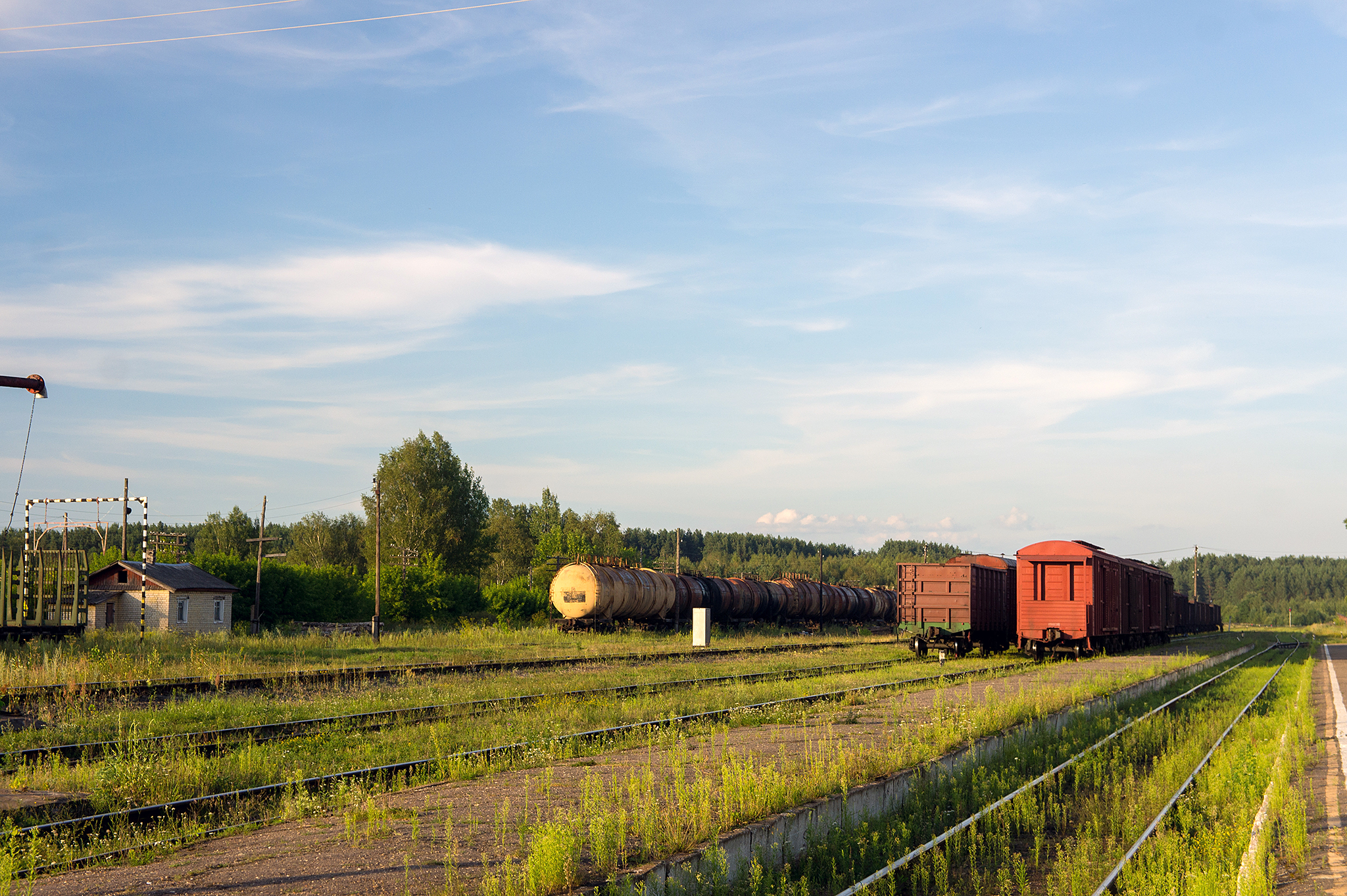
Путевое развитие станции Торопец
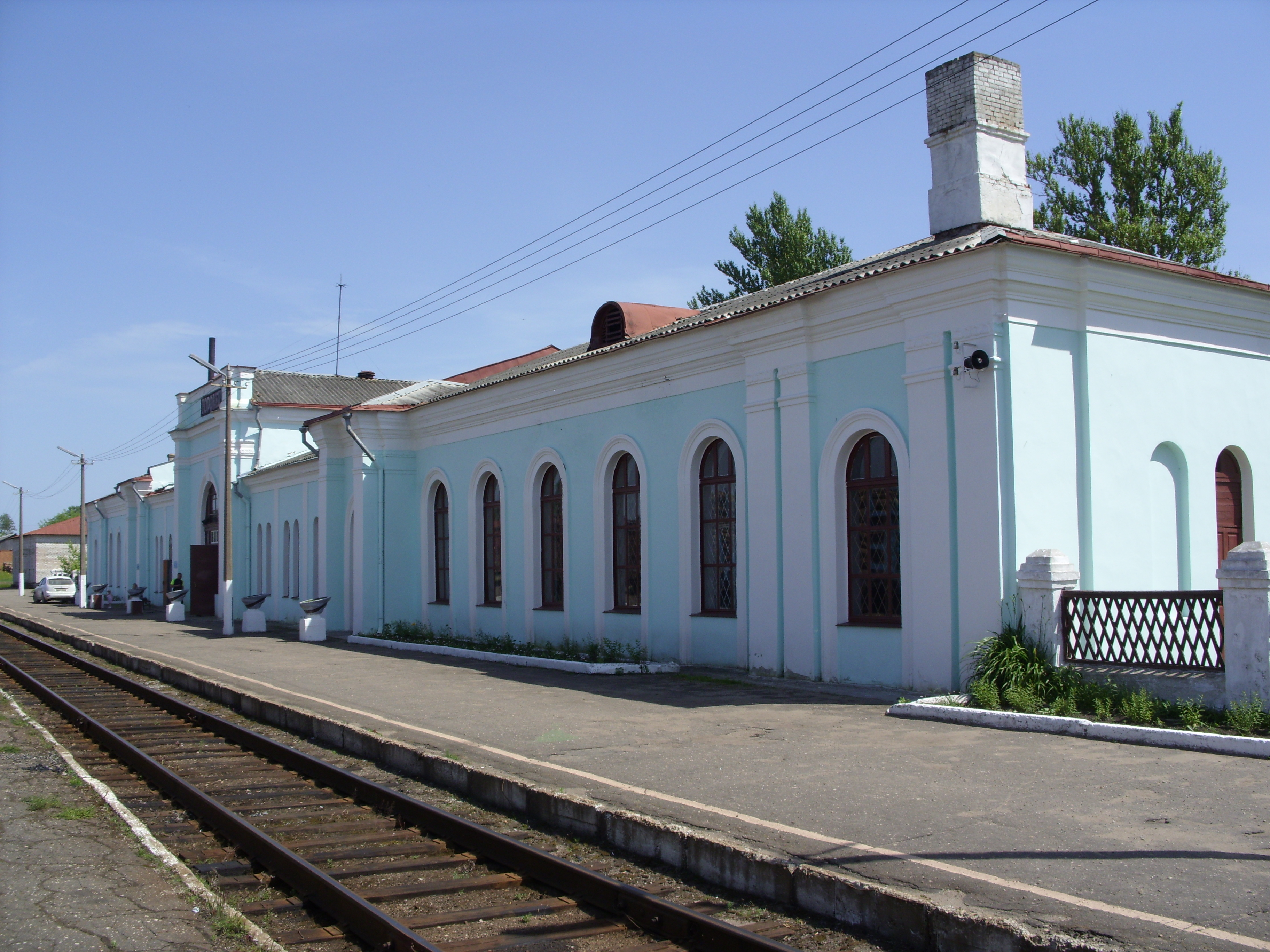
Вокзал станции Торопец
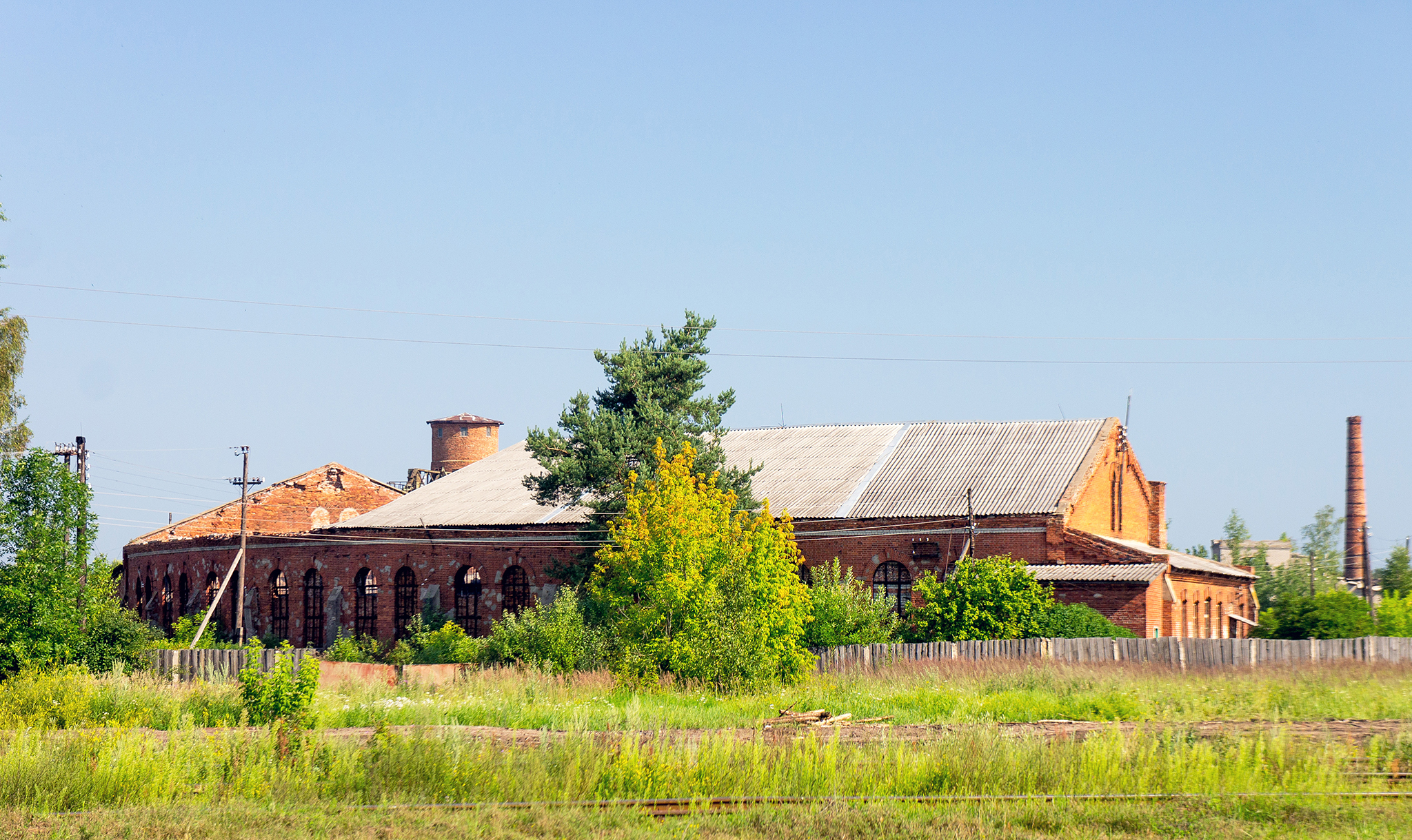
Ликвидированное депо в Торопце (снесено в 2018 году)
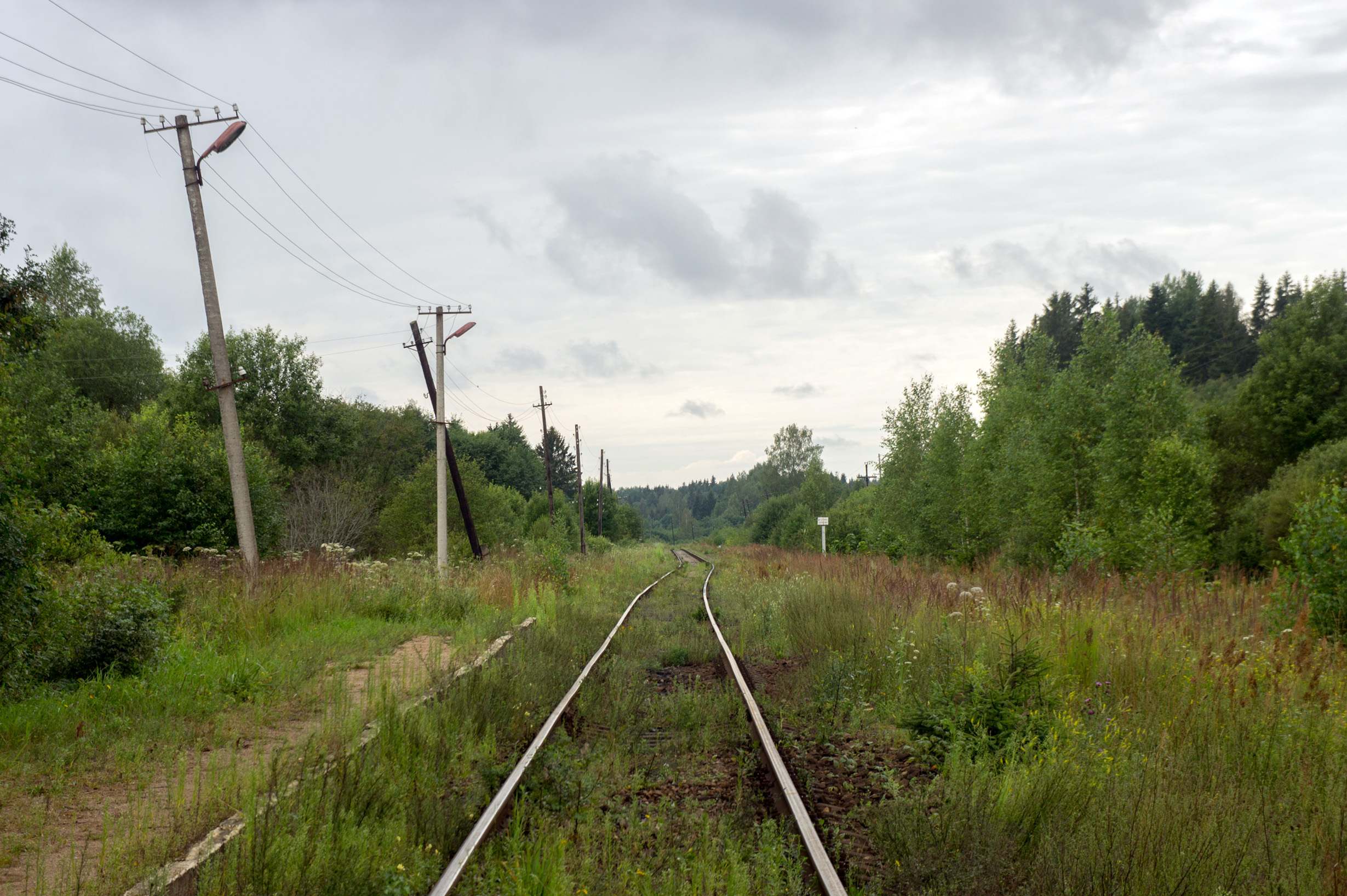
Железнодорожный путь у бывшей станции Скворцово